# Lista de cidades no Kosovo

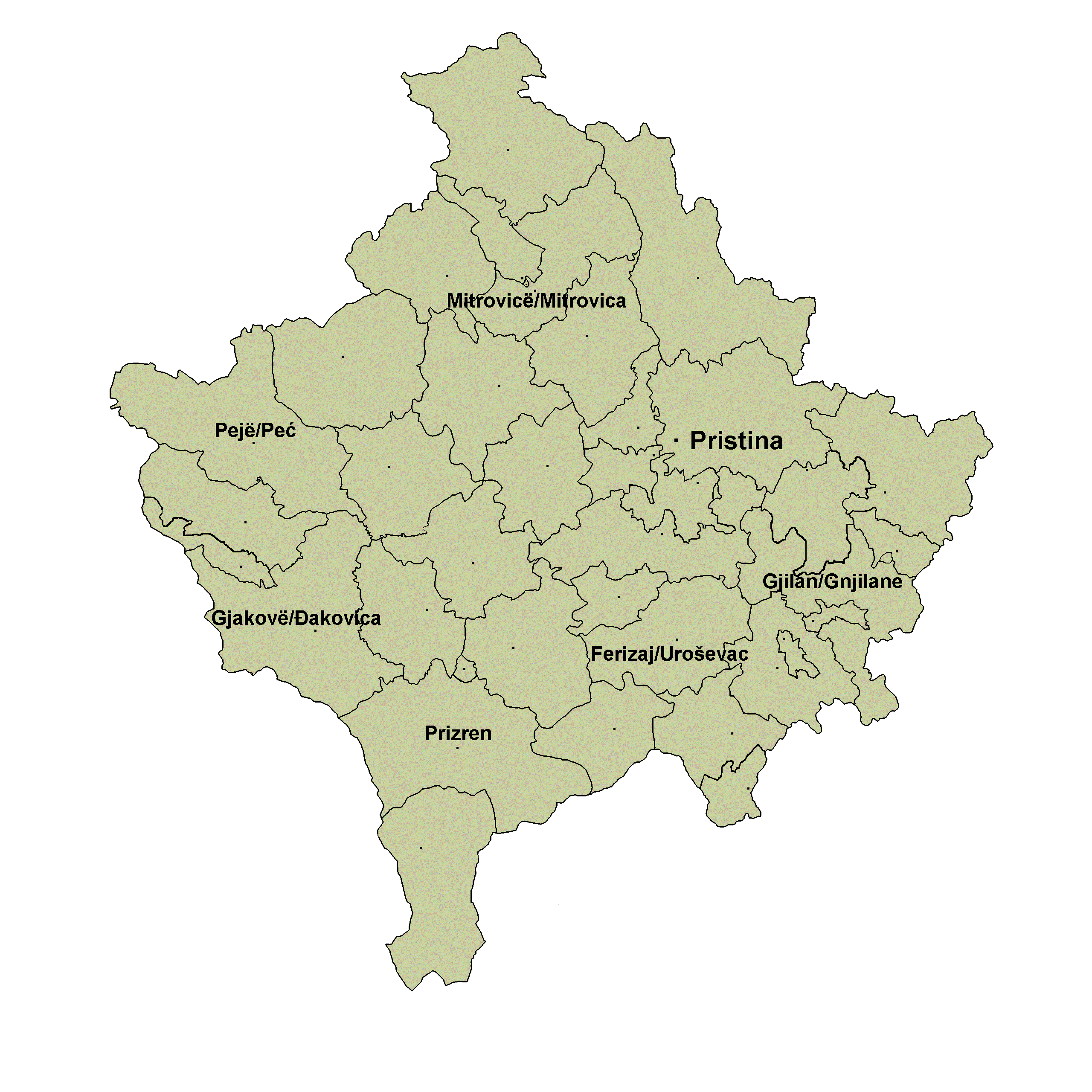
Maiores cidades no Kosovo

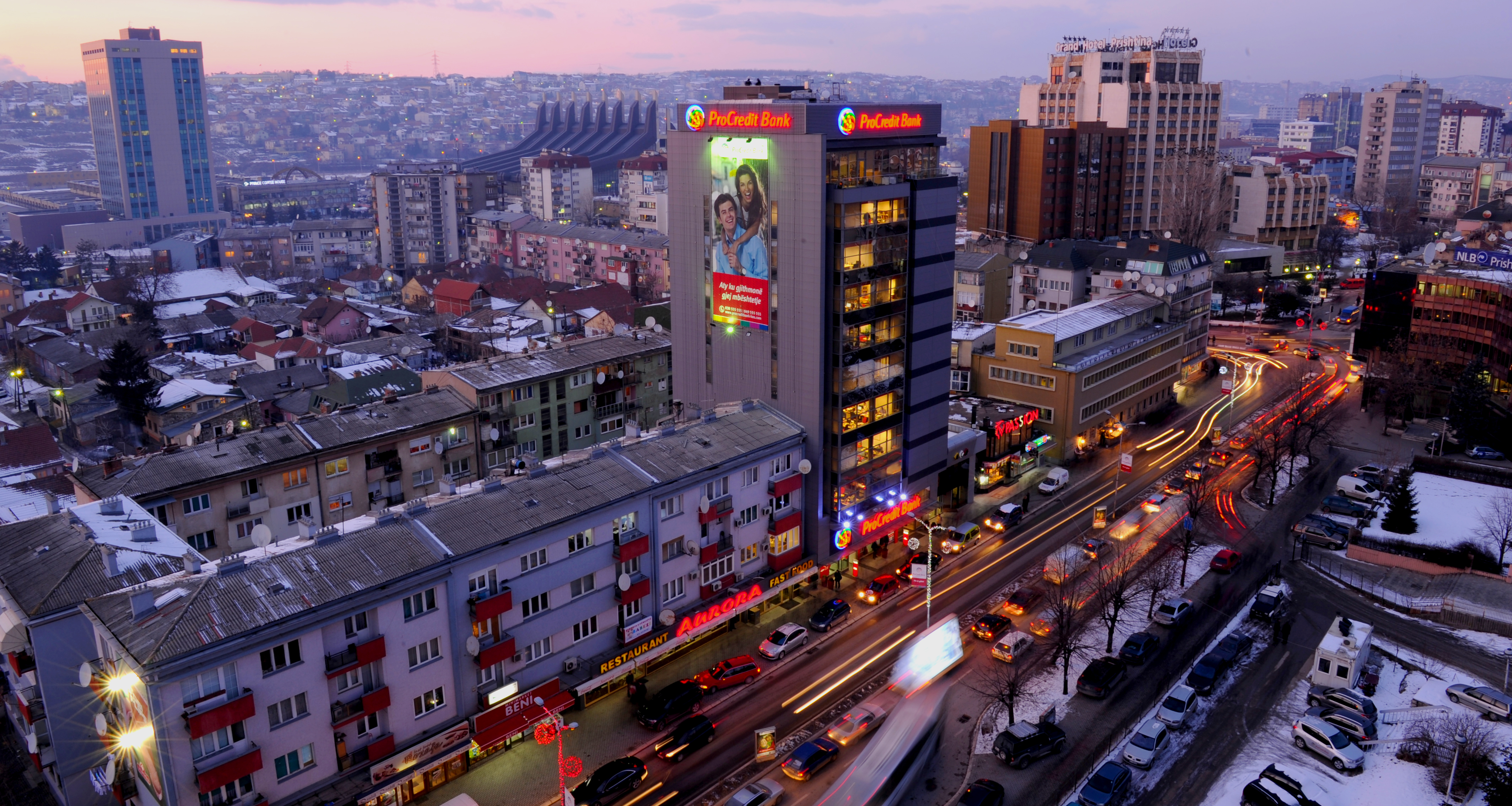
Pristina

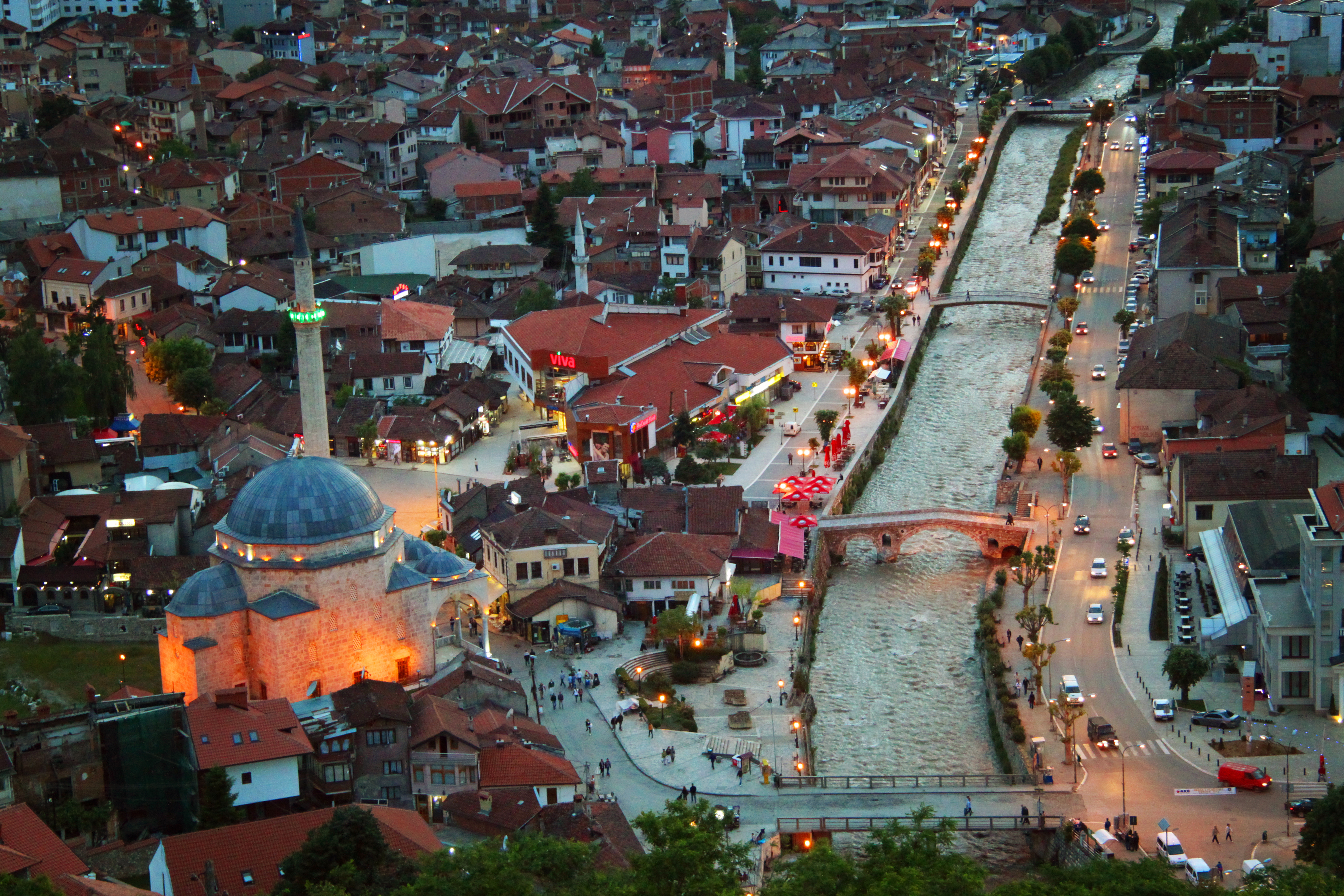
Prizren

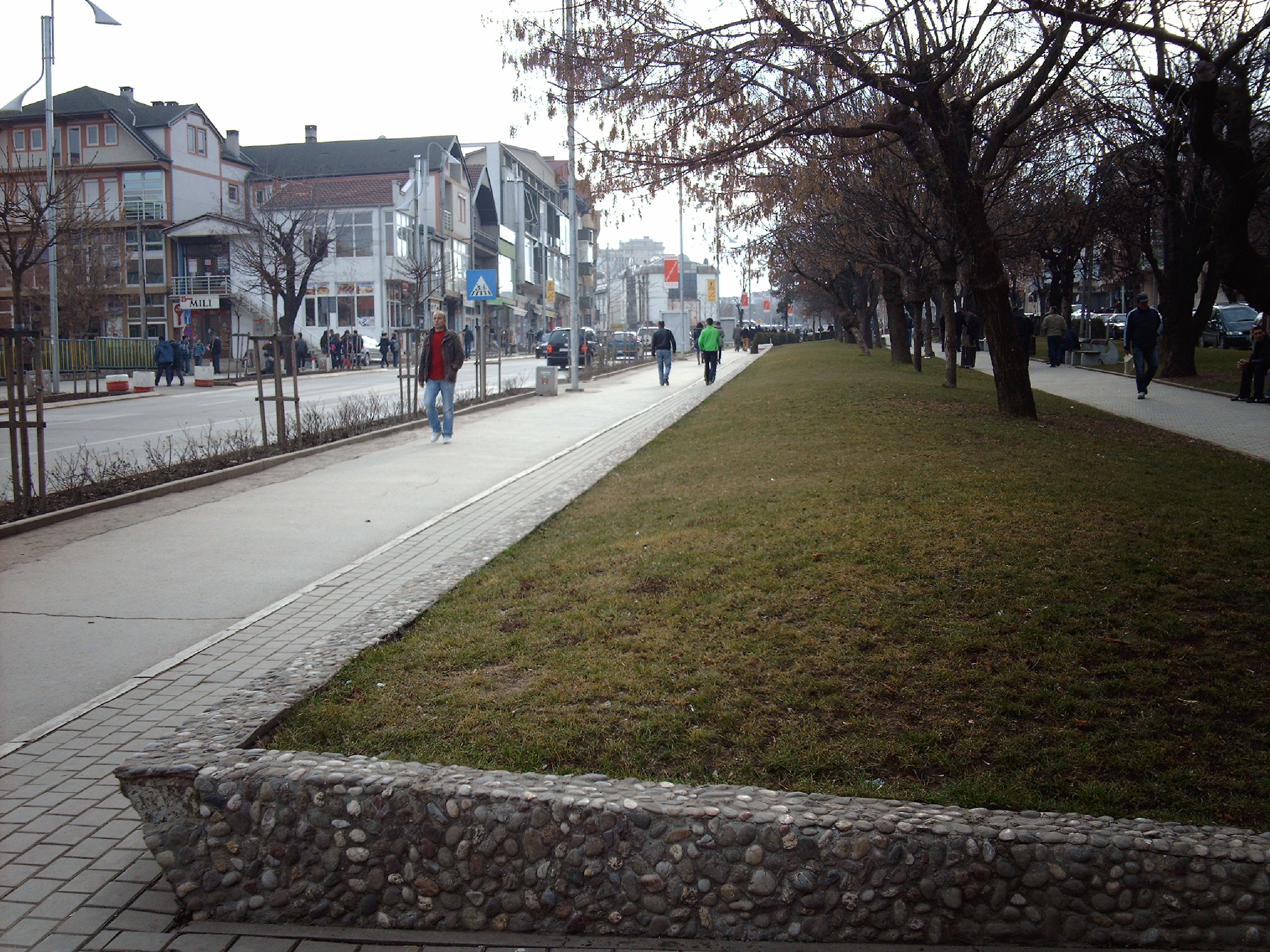
Gjilan

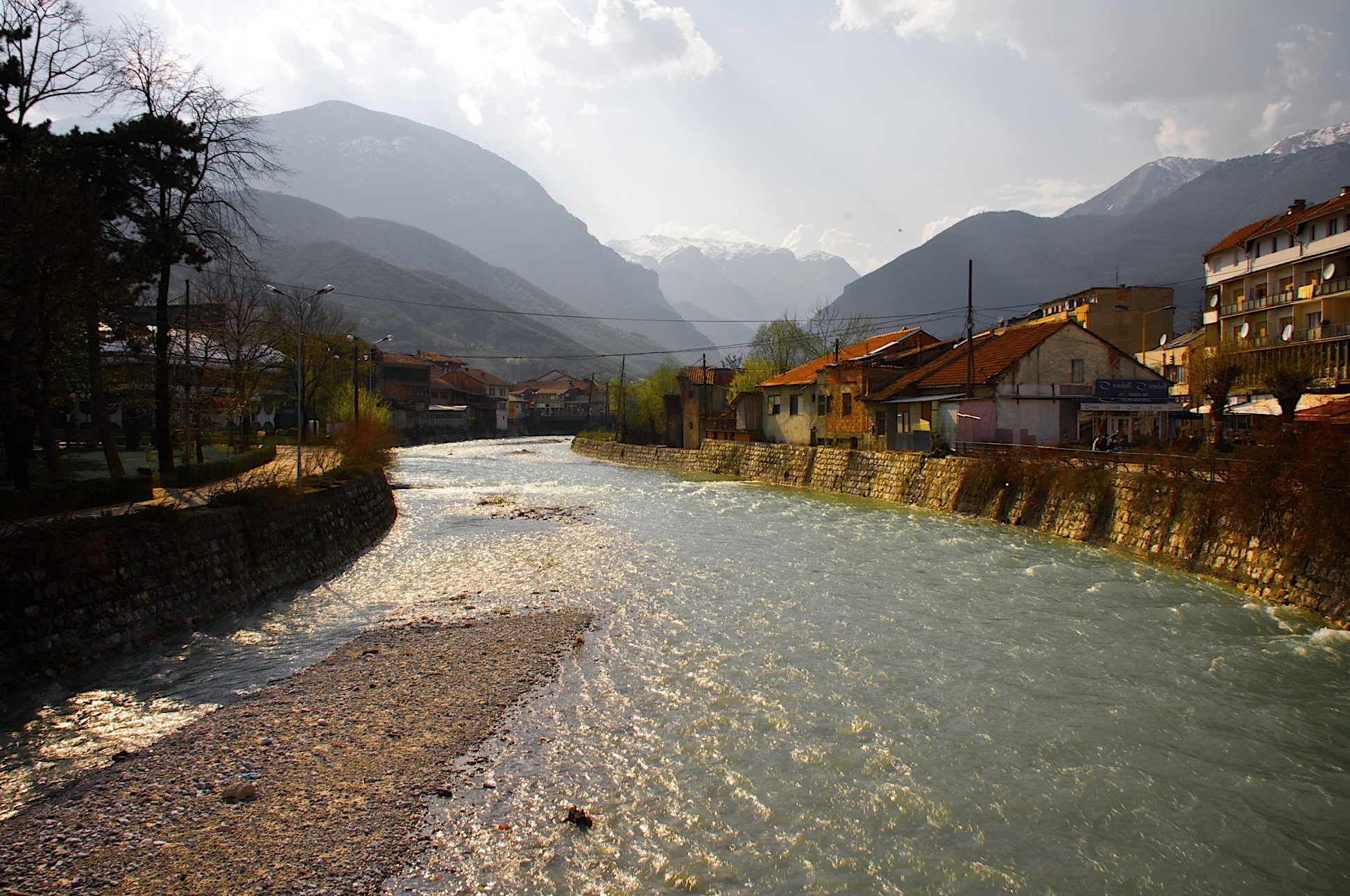
Peja

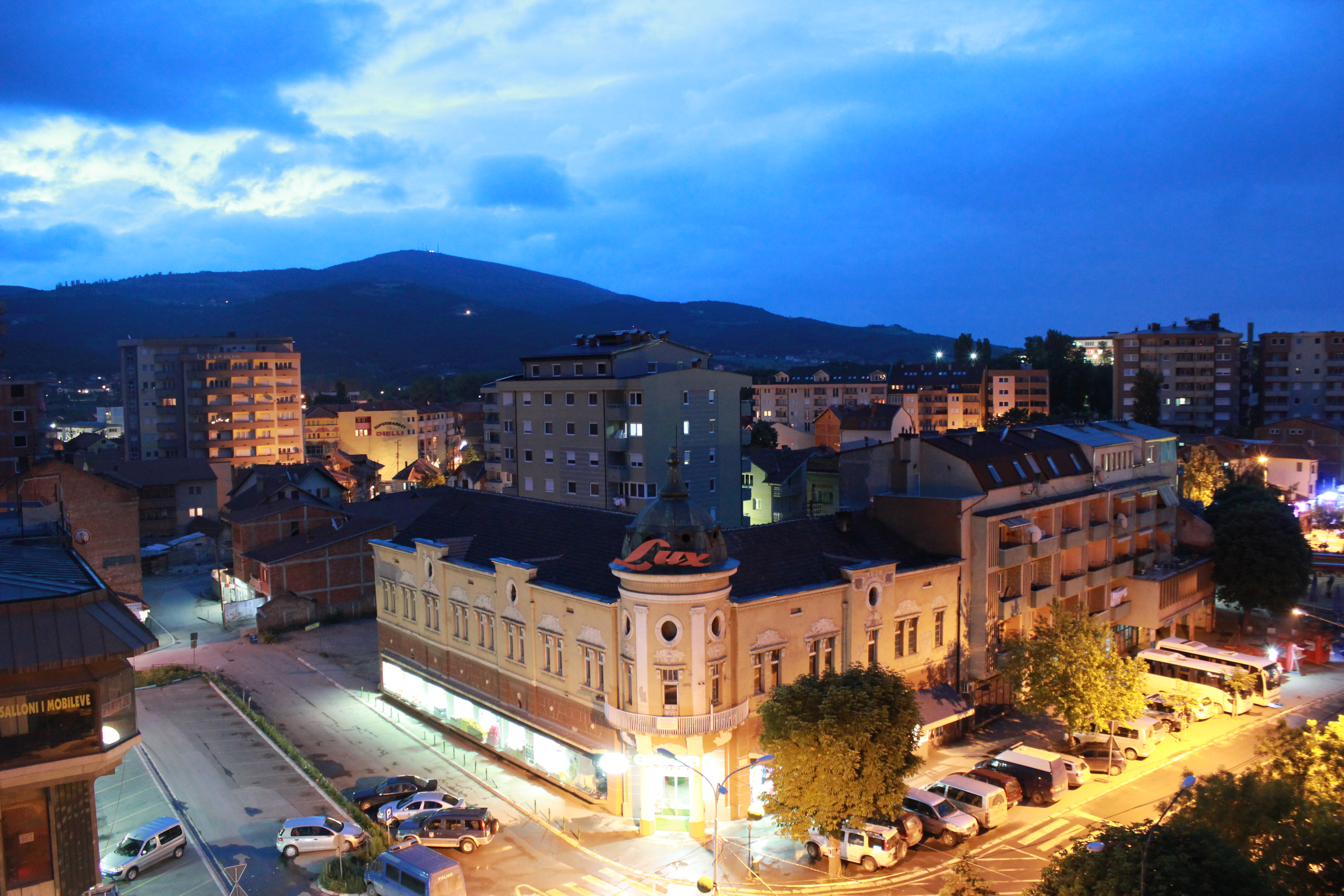
Mitrovica

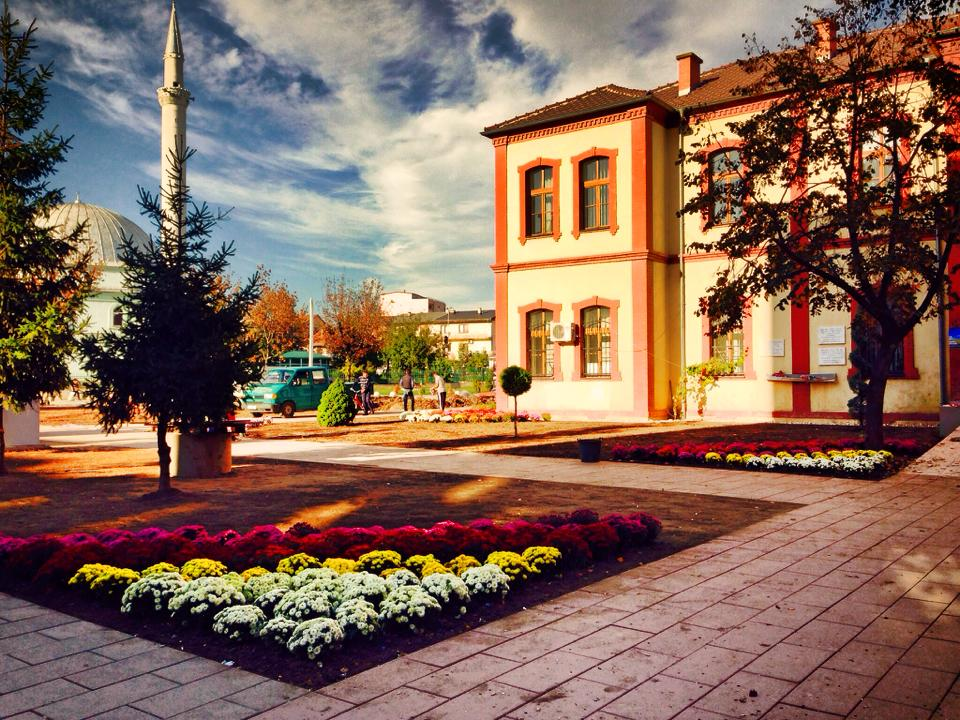
Ferizaj

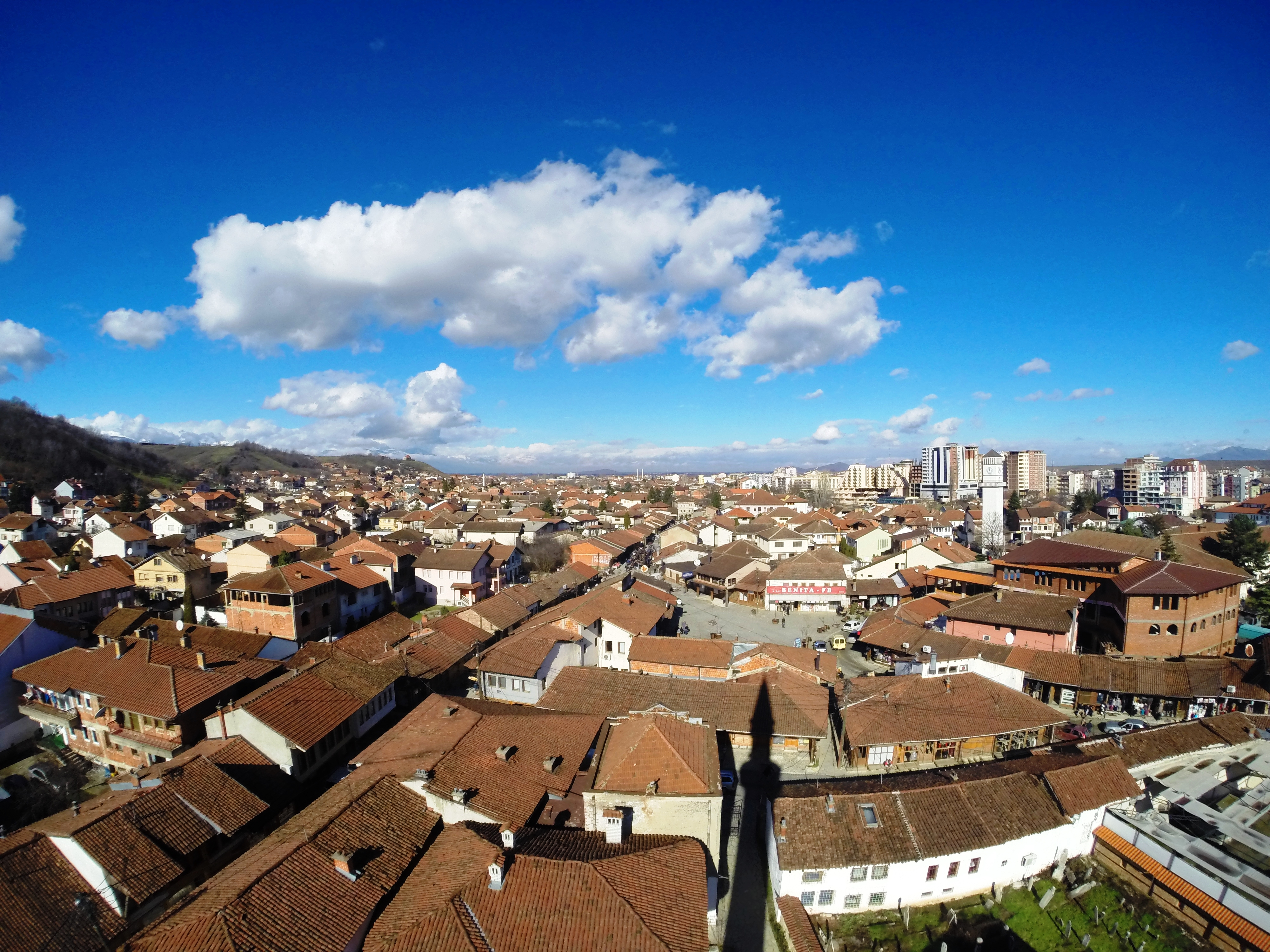
Gjakova

Esta é uma lista total de 37 cidades e municípios na república do Kosovo. A capital, Pristina, conforme dados do censo de 2011, é a maior cidade do país, com uma população de 145.149 pessoas. A segunda maior cidade do Kosovo é Prizren, seguida por Gjilan, Pejë, Kosovska Mitrovica, Ferizaj e Gjakova. Existem seis cidades com 10.000 a 30.000 habitantes, e 24 cidades que têm sua população abaixo de 10.000 habitantes.

## Cidades e distritos
Essa é uma lista de cidades e distritos no país por população de acordo com o censo realizado em 2011.

### Maiores cidades
| Cidade                        | Distrito              | Área urbana       | Área urbana | Área municipal    | Área municipal |
| Cidade                        | Distrito              | População de 2011 | Rank        | População de 2011 | Rank           |
| ----------------------------- | --------------------- | ----------------- | ----------- | ----------------- | -------------- |
| Pristina / Priština           | Distrito de Pristina  | 145,149           | 1           | 198,897           | 1              |
| Prizren                       | Distrito de Prizren   | 85,119            | 2           | 177,781           | 2              |
| Gjilan / Gnjilane             | Distrito de Gjilan    | 54,239            | 3           | 90,178            | 6              |
| Pejë / Peć                    | Distrito de Peć       | 48,962            | 4           | 96,450            | 4              |
| Mitrovicë /Kosovska Mitrovica | Distrito de Mitrovica | 46,230            | 5           | 84,235            | 7              |
| Ferizaj / Uroševac            | Distrito de Ferizaj   | 42,628            | 6           | 108,610           | 3              |
| Gjakovë / Đakovica            | Distrito de Gjakova   | 40,827            | 7           | 94,556            | 5              |

### Cidades com 10.000 a 30.000 habitantes
| Cidade                      | Distrito              | Área urbana       | Área urbana | Área municipal    | Área municipal |
| Cidade                      | Distrito              | População de 2011 | Rank        | População de 2011 | Rank           |
| --------------------------- | --------------------- | ----------------- | ----------- | ----------------- | -------------- |
| Vushtrri / Vučitrn          | Distrito de Mitrovica | 26,964            | 8           | 69,870            | 9              |
| Podujevë / Podujevo         | Distrito de Pristina  | 23,453            | 9           | 88,499            | 8              |
| Rahovec / Orahovac          | Distrito de Gjakova   | 15,892            | 10          | 56,208            | 13             |
| Fushë Kosovë / Kosovo Polje | Distrito de Pristina  | 12,919            | 11          | 33,997            | 22             |
| Suharekë / Suva Reka        | Distrito de Prizren   | 10,422            | 12          | 59,722            | 10             |
| Kaçanik / Kačanik           | Distrito de Ferizaj   | 10,393            | 13          | 33,409            | 23             |

### Abaixo de 10.000 habitantes
| Cidade                          | Distrito              | Área urbana       | Área urbana | Área municipal    | Área municipal |
| Cidade                          | Distrito              | População de 2011 | Rank        | População de 2011 | Rank           |
| ------------------------------- | --------------------- | ----------------- | ----------- | ----------------- | -------------- |
| Kamenicë / Kosovska Kamenica    | Distrito de Gjilan    | 7,331             | 14          | 36,719            | 20             |
| Shtime / Štimlje                | Distrito de Ferizaj   | 7,255             | 15          | 27,324            | 24             |
| Lipjan / Lipljan                | Distrito de Pristina  | 6,870             | 16          | 57,605            | 12             |
| Obiliq / Obilić                 | Distrito de Pristina  | 6,864             | 17          | 21,549            | 25             |
| Skenderaj / Srbica              | Distrito de Mitrovica | 6,612             | 18          | 50,858            | 15             |
| Drenas / Glogovac               | Distrito de Pristina  | 6,143             | 19          | 58,531            | 11             |
| Junik                           | District of Gjakova   | 6,053             | 20          | 6,084             | 33             |
| Klinë / Klina                   | Distrito de Peja      | 5,542             | 21          | 38,496            | 19             |
| Mamushë / Mamuša                | Distrito de Prizren   | 5,507             | 22          | 5,507             | 34             |
| Istog / Istok                   | Distrito de Peja      | 5,115             | 23          | 39,289            | 18             |
| Viti / Vitina                   | Distrito de Gjilan    | 4,924             | 24          | 46,987            | 16             |
| Deçan / Dečani                  | Distrito de Peja      | 3,803             | 25          | 40,019            | 17             |
| Leposaviq / Leposavić           | Distrito de Mitrovica | 3,702             | 26          | 13,773            | 26             |
| Malishevë / Mališevo            | Distrito de Prizren   | 3,395             | 27          | 54,613            | 14             |
| Graçanicë / Gračanica           | Distrito de Pristina  | 2,686             | 28          | 10,675            | 27             |
| Han i Elezit / Đeneral Janković | Distrito de Ferizaj   | 2,533             | 29          | 9,403             | 28             |
| Zubin Potok                     | Distrito de Mitrovica | 1,724             | 30          | 6,616             | 32             |
| Zveçan / Zvečan                 | Distrito de Mitrovica | 1,297             | 31          | 7,481             | 29             |
| Shtërpcë / Štrpce               | Distrito de Ferizaj   | 1,265             | 32          | 6,949             | 30             |
| Dragash / Dragaš                | Distrito de Prizren   | 1,098             | 33          | 34,827            | 21             |
| Kllokot / Klokot                | Distrito de Gjilan    | 1,064             | 34          | 2,556             | 36             |
| Ranillug / Ranilug              | Distrito de Gjilan    | 844               | 35          | 3,232             | 35             |
| Partesh / Parteš                | Distrito de Gjilan    | 478               | 36          | 1,787             | 37             |
| Novobërdë / Novo Brdo           | Distrito de Pristina  | 183               | 37          | 6,729             | 31             |